# Aquasziget
Az Aquasziget Termál-, Élmény- és Gyógyfürdő Esztergom fürdőkomplexuma, Finta József Ybl- és Kossuth-díjas építész tervezte. A fürdő 2005 novemberében nyílt meg.

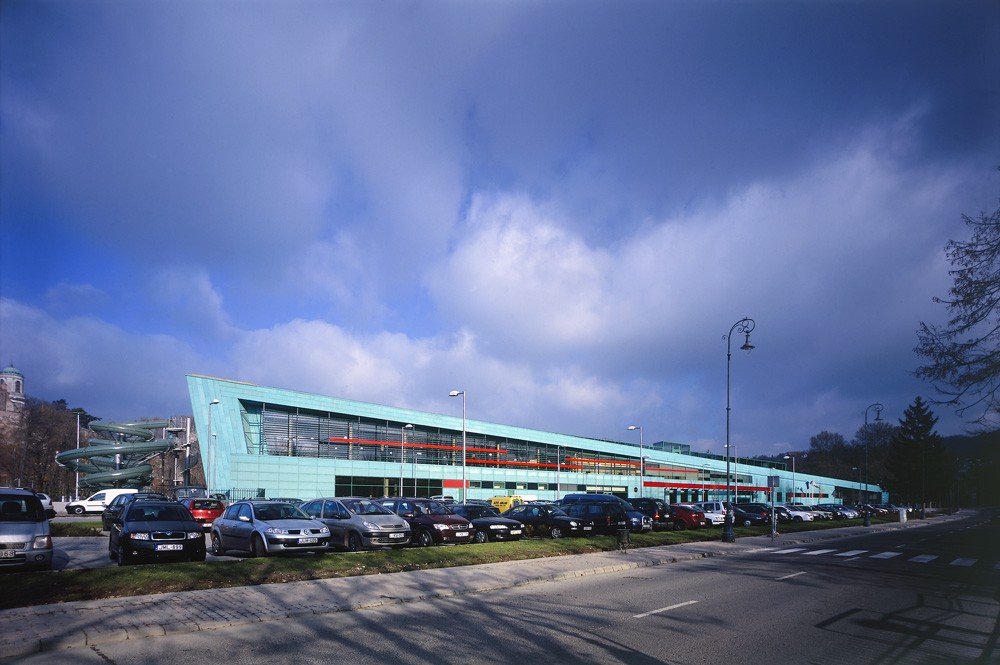
A Táncsics utcáról

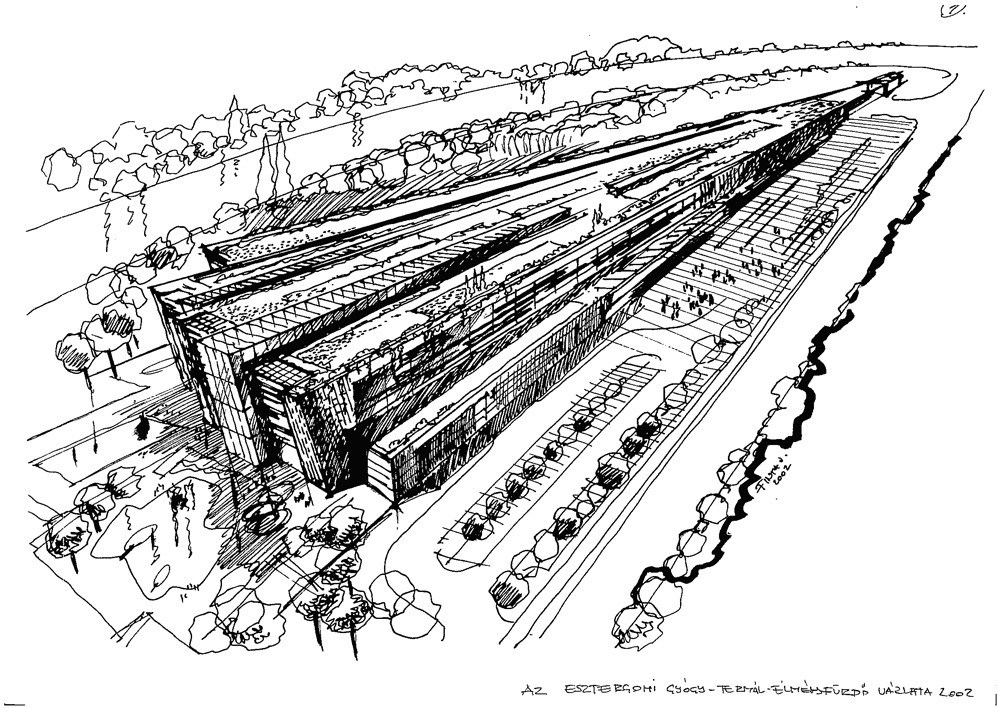
Az építész vázlata a fürdőről (2002)

A Finta József Ybl- és Kossuth díjas építész által épített Aquasziget Esztergom egyedülálló fürdőzési lehetőségeket kínál. A vendégek kikapcsolódását az Élményfürdő, a Wellness Világ, fitness terem, maszázs biztosítja. A fürdőben két különleges pihenő helyiség is található, amely garantált testi-lelki felüdülést nyújt. Az Aquaszigeten számos baba-mama szolgáltatás is igénybe vehető, valamint fitnesz és sportolási lehetőségek is biztosítottak.
Az élményfürdőben sokféle szolgáltatás biztosítja a vendégek kikapcsolódását – van élménymedence, pihenőmedence, gyermekmedence, pezsgőfürdő, csúszda, kültéri pihenőmedence, kültéri úszómedence, infraszauna, játszóház, baba-mama szoba. A beltéri élménymedence sodrófolyosóval, gejzírrel, nyakzuhanyokkal, vízeséssekkel, vízgombával, buzgárokkal, dögönyözőkkel, mászófallal. A pihenőmedence dögönyözővel, oldalmasszázzsal, nyakzuhanyokkal, ülőpaddal kellemes kikapcsolódást biztosít az arra vágyóknak. A jacuzzi medence kellemesen meleg vize és buzgárjai átmaszírozzák az elgyötört testet. A belső gyermekmedence vizet spriccelő bohóccal különleges élmény a gyermekeknek. A két csúszda különleges effektekkel és időmérővel kíváló helyszíne a szórakozásnak.
A nyári időszakban a külső strand is nyitva áll a látogatók számára, ahol élménymedence, hullámfürdő, úszómedence, gyermekmedence, csúszdák, óriás játszótér és strandröplabda pálya is található. Az kültéri élménymedence vízeséssel, vízköpőkkel, gejzírrel, levegőbefúvással és hullámeffekttel, valamint a külső gyermekmedence kis csúszdával egész napos szórakozást nyújt a kicsiknek. Van itt még egy 72m, és egy 93 m hosszú csúszda.
A fürdő számos wellness szolgáltatást is nyújt, különböző fajta szaunákkal, gőzfürdővel, fitneszteremmel, pezsgőfürdővel, élményzuhanyokkal, Kneipp-taposóval és pihenőkkel. Találunk itt finn, gyógynövényes, fény és rózsa szaunát is, melyek közül az utóbbi fürdőruhában is igénybe vehető. A Wellness Világban lepedőt és korlátlan ásványvízfogyasztást biztosítanak a vendégek részére. A szolgáltatásokat 16 éven felüli vendégek használhatják. Fürdőruha használata nem ajánlott a szaunában – így az Aquasziget teljes Wellness Világa is naturista terület (a közösségi terek kivételével) – mivel lassítja a keringést és megakadályozza az izzadást.
Szaunamestereink minden délután-este szaunaszeánszokat tartanak, melyek különleges élményben részesítik a vendégeinket.

#### Szolgáltatások
- wellness: masszázs (svéd, frissítő, stresszoldó, manager, gyógynövényes, talp, gyerek), szauna (finn, hang-fény, gyógynövényes, infra, gőzkabin), vizes élmények (Kneipp taposómedence, élményzuhanyok, japán medence)
- egyéb szolgáltatások: sport (fitness terem, strandröplabda/foci pálya), gyermekbarát (baba-mama szoba, játszó szoba, játszótér csúszdával)